# САН (часопис)
Северноамеричке новине (енгл. Serbian Canadian Magazine), скраћено САН, српско-канадски је часопис из Торонта намењен српској исељеничкој популацији у Канади и САД. Магазин „САН” између осталог извештава о актуелностима савременог друштва и промоцији српских вредности са фокусом на Канаду.

## О часопису
Први број часописа „САН” изашао је из штампе јула 2015. године. Покренуо га је и спонзорисао тим истомишљеника, свестан богатства културе простора са којег је потекао и потребе за стварањем „културно-интелектуалног хибрида између Србије и Северне Америке”. Његов оснивач и главни и одговорни уредник је Весна Нешић Недић, по занимању инжењер грађевинарства, која се пре пресељења у Канаду бавила новинарством уређујући студентски лист Грађевинског факултета Универзитета у Београду, а радила је и за „Политикин Забавник” и „Студио Б”. Такође, ауторка је књиге „На крају света и друге приче” (енгл. At the End of the World and Other Stories), која је објављена 2014. године у Торонту на српском и енглеском језику.
Садржај сваког издања креирају људи посвећени баштињењу пре свега српског етноса – језика, културе, уметности, историје и традиције ван граница Србије, што је и главна мисија овог медија. Обрађују се различите теме кроз сталне рубрике – од којих су неке конципиране још 2014, када је часопис био тек нешто више од идеје – објављују се разговори са еминентним личностима из матице и расејања, ауторски чланци, илустрације, фотографије и видео-клипови. Међу најважнијим рубрикама су „Срби у свету”, која пружа могућност представљања заслужних појединаца и организација српског порекла ма где се они на планети налазили, и „Наши млади”, са око сто интервјуа представника млађе генерације Срба у Канади. Циљ уређивачког одбора „САН”-а је да допринесе активном укључивању друге и треће генерације српских емиграната у рад исељеничке заједнице и утиче на развијање и учвршћивање њиховог националног идентитета.
Часопис „САН” излази квартално, на свака три месеца, тј. са сваким новим годишњим добом. У сагласју са штампаним издањем, али и независно, публици су на располагању и двојезични веб-портал www.sanmagazine.ca са чланцима за бесплатно читање и подкаст-сервис „SAN Magazine” са петнаест епизода, које промовишу Србију и њену културу на српском и енглеском језику. Магазин опстаје годинама захваљујући претплатницима и спонзорима, али и ентузијазму чланова редакције и сарадника-волонтера. Током пандемије изазване вирусом SARS-CoV-2, наставио је да излази упркос финансијским потешкоћама остајући веран својим читаоцима.
Читаоци се на штампано и/или дигитално издање „САН”-а могу претплатити преко веб-портала, а могу га наћи и у слободној продаји у Торонту, Мисисоги, Хамилтону, Оквилу, Калгарију и Ванкуверу – Амбасади Србије у Отави, Генералном конзулату у Торонту и Генералном конзулату у Њујорку – те у трговачким и другим објектима које посећују људи са Балкана и на културним догађајима у Канади и САД.
Негујући репутацију респектабилног медија исељеничке заједнице, „САН” је марта 2022. године организовао „Велико виртуелно окупљање српске дијаспоре из целог света”, у оквиру којег су на панел-дискусијама говорили угледни представници српског расејања о Србима и српској култури у Канади и широм света. Овај догађај је за циљ имао повезивање српске дијаспоре у циљу остваривања међусобне сарадње на више нивоа.
Часопис „САН” је својеврстан хроничар српске заједнице и живота таласа српских досељеника у Канаду с краја XX века и првих деценија XXI века и као такав стално отворен за нове сараднике, али и подршку донатора и спонзора.
Од 2015. члан је Националног савета за етничку штампу и медије Канаде.

## Архивирање
Часопис „САН” се похрањује у Народној библиотеци Србије и у федералној Библиотеци и архиву Канаде.

## Награде и признања
- Захвалница Народне библиотеке Србије за допринос квалитету и богатству библиотечких збирки и очувању националне културне баштине (2016)
- Награда за етнички часопис са најбољим уређивачким концептом и визуелном презентацијом у Онтарију, коју је уредништву уручила заменица гувернера те покрајине Елизабет Даудсвел (2016)
- Награда Националног савета за етничку штампу и медије Канаде за најбољи уређивачки концепт, визуелну и уметничку презентацију у категорији „Етнички часописи” и за посвећеност новинарству и информативној индустрији у категорији „Новинари” (2018)
- Повеља Српско-канадског удружења писаца „Десанка Максимовић” за допринос очувању српског језика и српске културе у матици и расејању (2023)[8]